# Espécies de Geranium
O género Geranium tem mais de 420 espécies de plantas. De seguida listam-se as espécies deste género por ordem alfabética. 

## A

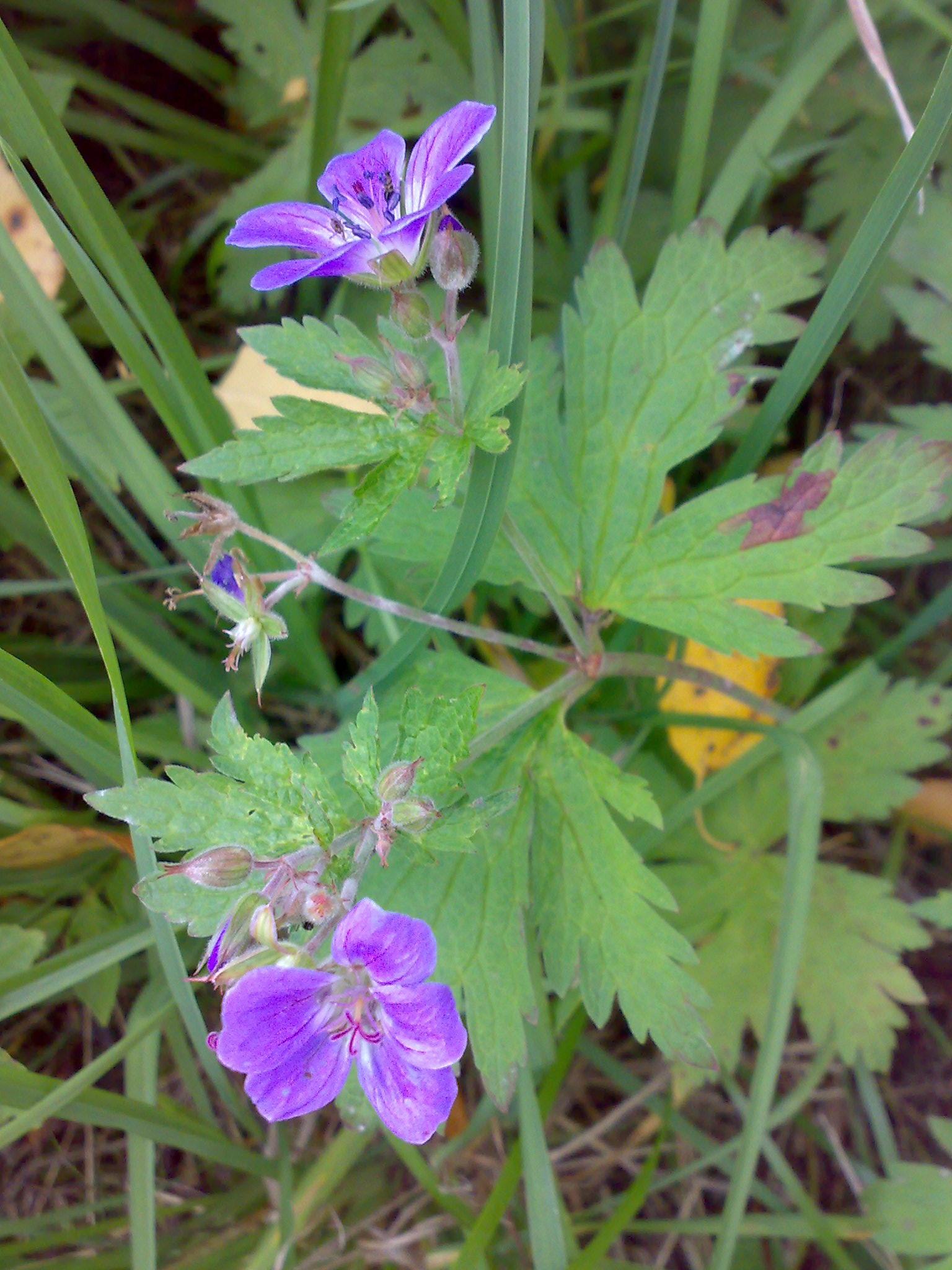
Geranium sylvaticum

| - Geranium aculeolatum - Geranium aequale - Geranium aequatoriale - Geranium affine - Geranium albanum - Geranium albicans - Geranium albidum - Geranium albiflorum - Geranium album - Geranium alonsoi - Geranium alpicola - Geranium amatolicum - Geranium amoenum - Geranium andicola - Geranium andringitense - Geranium angelense - Geranium angustipetalum - Geranium antisanae - Geranium antrorsum | - Geranium apricum - Geranium arabicum - Geranium arachnoideum - Geranium arboreum - Geranium ardjunense - Geranium argenteum - Geranium argentinum - Geranium aristatum - Geranium asiaticum - Geranium asphodeloides - Geranium atlanticum - Geranium atropurpureum - Geranium austroapenninum - Geranium ayacuchense - Geranium ayavacense - Geranium azorelloides |

## B
| - Geranium balgooyi - Geranium bangii - Geranium baschkyzylsaicum - Geranium baurianum - Geranium bellum - Geranium bequaertii - Geranium berterianum - Geranium bicknellii | - Geranium biuncinatum - Geranium bockii - Geranium bohemicum - Geranium bolivianum - Geranium braziliense - Geranium brutium - Geranium brycei - Geranium butuoense |

## C

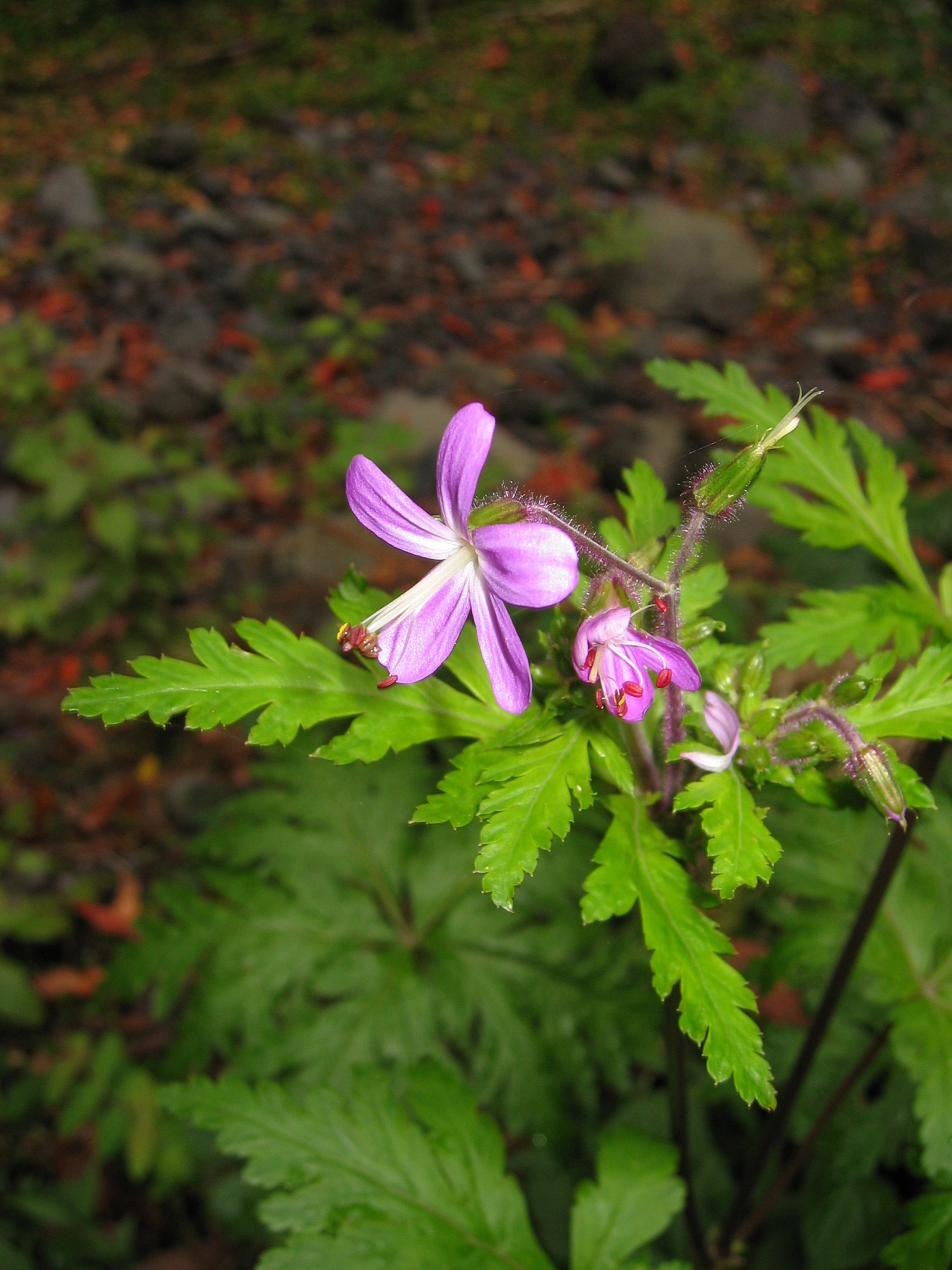
Geranium canariense

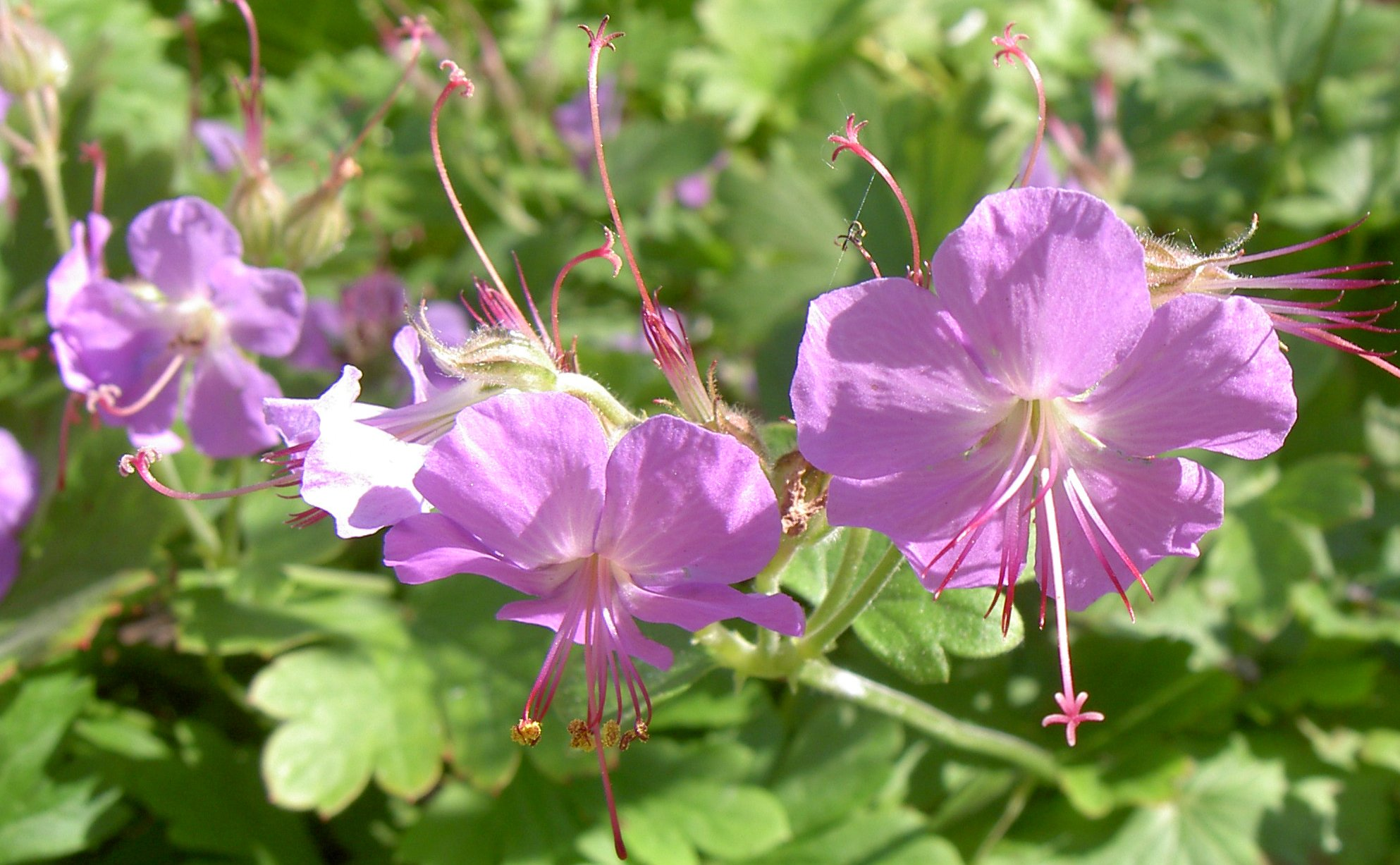
Geranium × cantabrigiense

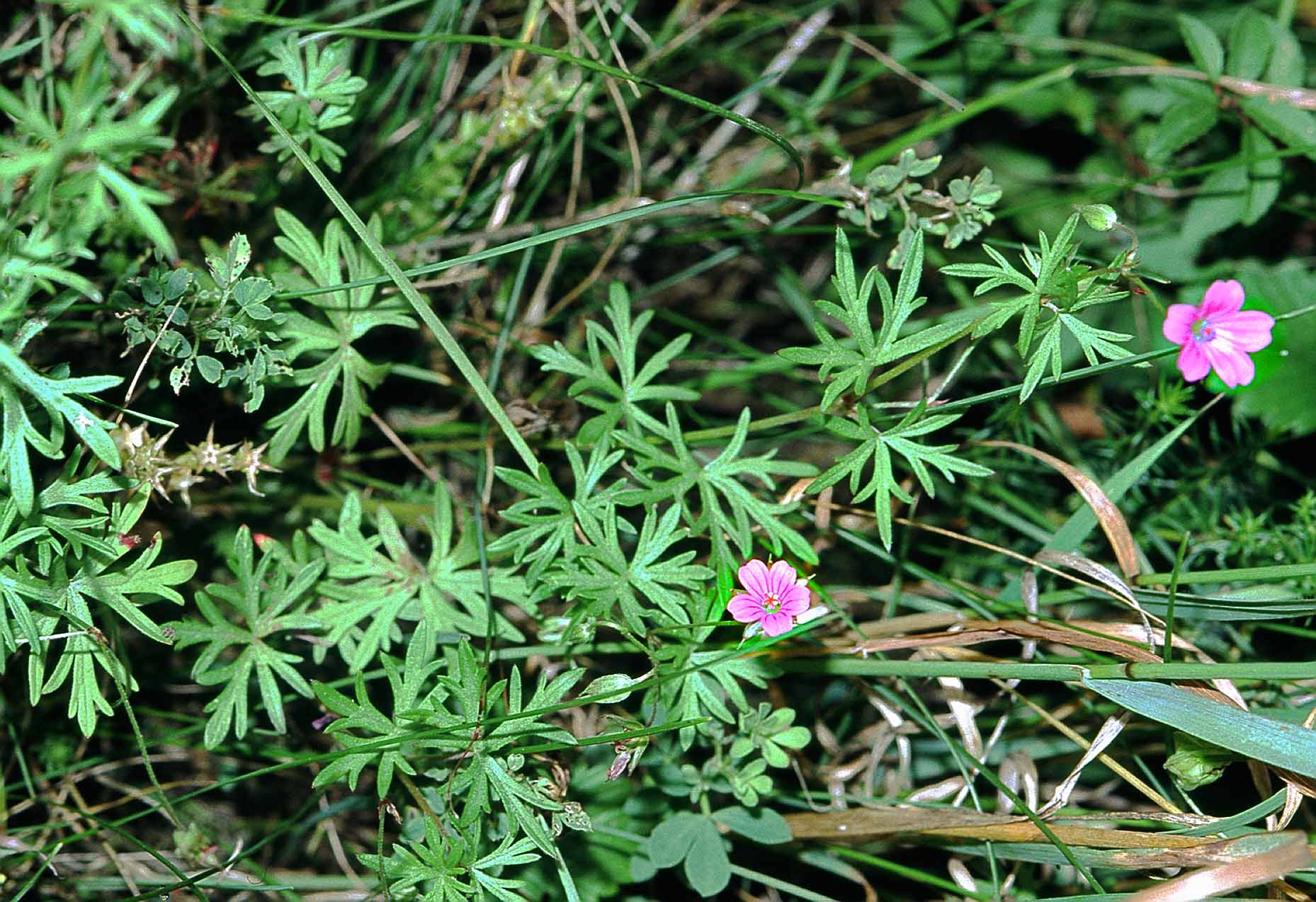
Geranium columbinum

| - Geranium caeruleatum - Geranium caespitosum - Geranium caffrum - Geranium californicum - Geranium campanulatum - Geranium campii - Geranium canariense - Geranium canescens - Geranium canopurpureum - Geranium × cantabrigiense - Geranium carmineum - Geranium carolinianum - Geranium cataractum - Geranium caucense - Geranium cazorlense - Geranium chamaense - Geranium chaparense - Geranium charucanum - Geranium chelikii - Geranium chilense - Geranium chimborazense - Geranium chinchense - Geranium chinense - Geranium christensenianum | - Geranium cinereum - Geranium cinereum var. cinereum - Geranium cinereum var. subcaulescens - Geranium clarkei - Geranium clarum - Geranium collae - Geranium collinum - Geranium columbianum - Geranium columbinum - Geranium comarapense - Geranium commutatum - Geranium confertum - Geranium contortum - Geranium core-core - Geranium costaricense - Geranium crassipes - Geranium crassiusculum - Geranium crenatifolium - Geranium cruceroense - Geranium cuatrecasasii - Geranium cuchillense - Geranium cuneatum - Geranium cuneatum ssp. cuneatum - Geranium cuneatum ssp. hololeucum - Geranium cuneatum ssp. hypoleucum - Geranium cuneatum ssp. tridens |

## D

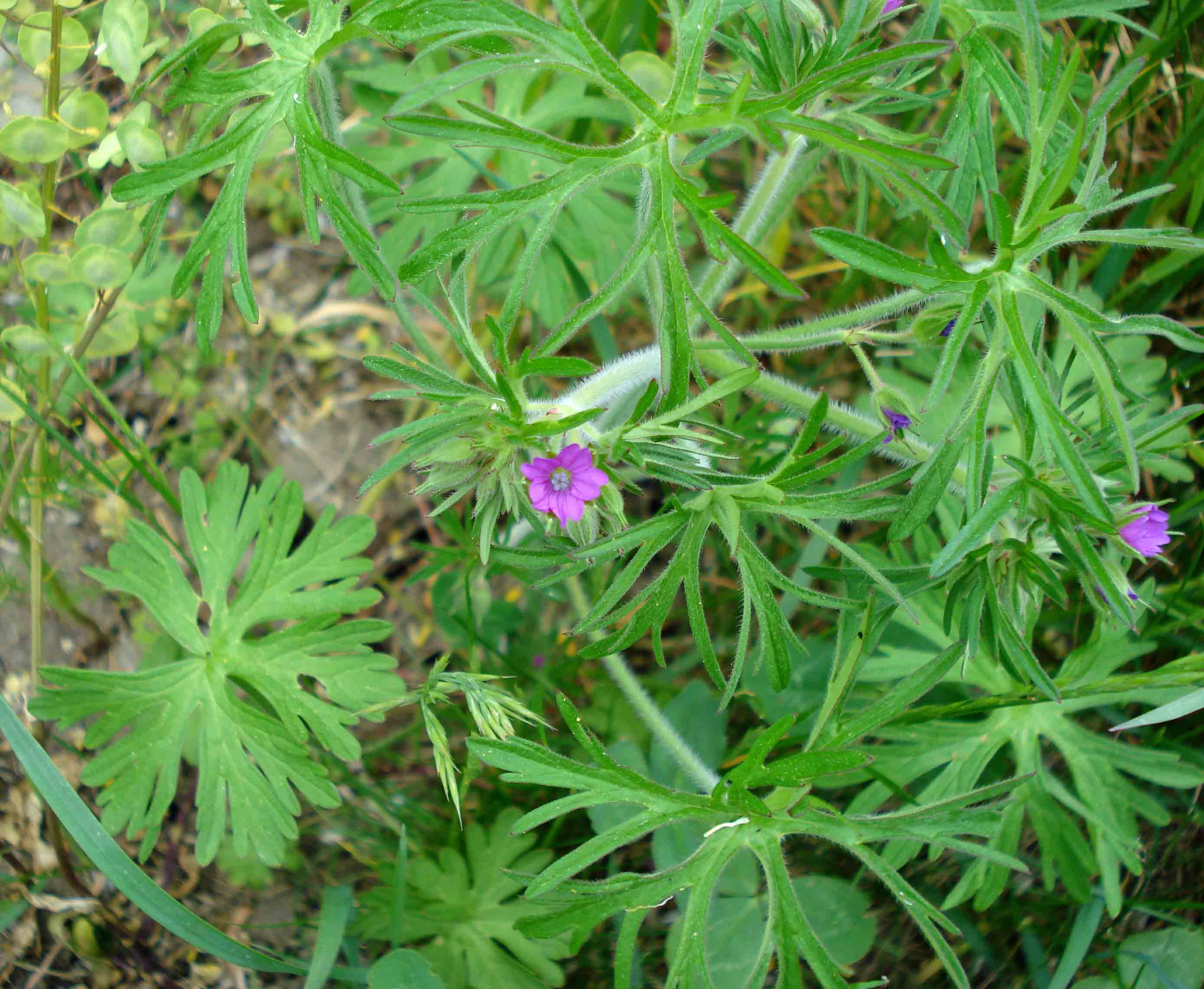
Geranium dissectum

| - Geranium dahuricum - Geranium dalmaticum - Geranium davisianum - Geranium delavayi - Geranium deltoideum - Geranium dielsianum - Geranium diffusum - Geranium digitatum - Geranium discolor - Geranium dissectum | - Geranium divaricatum - Geranium dolomiticum - Geranium donianum - Geranium drakensbergense - Geranium dregei - Geranium drummondii - Geranium duclouxii - Geranium durangense |

## E

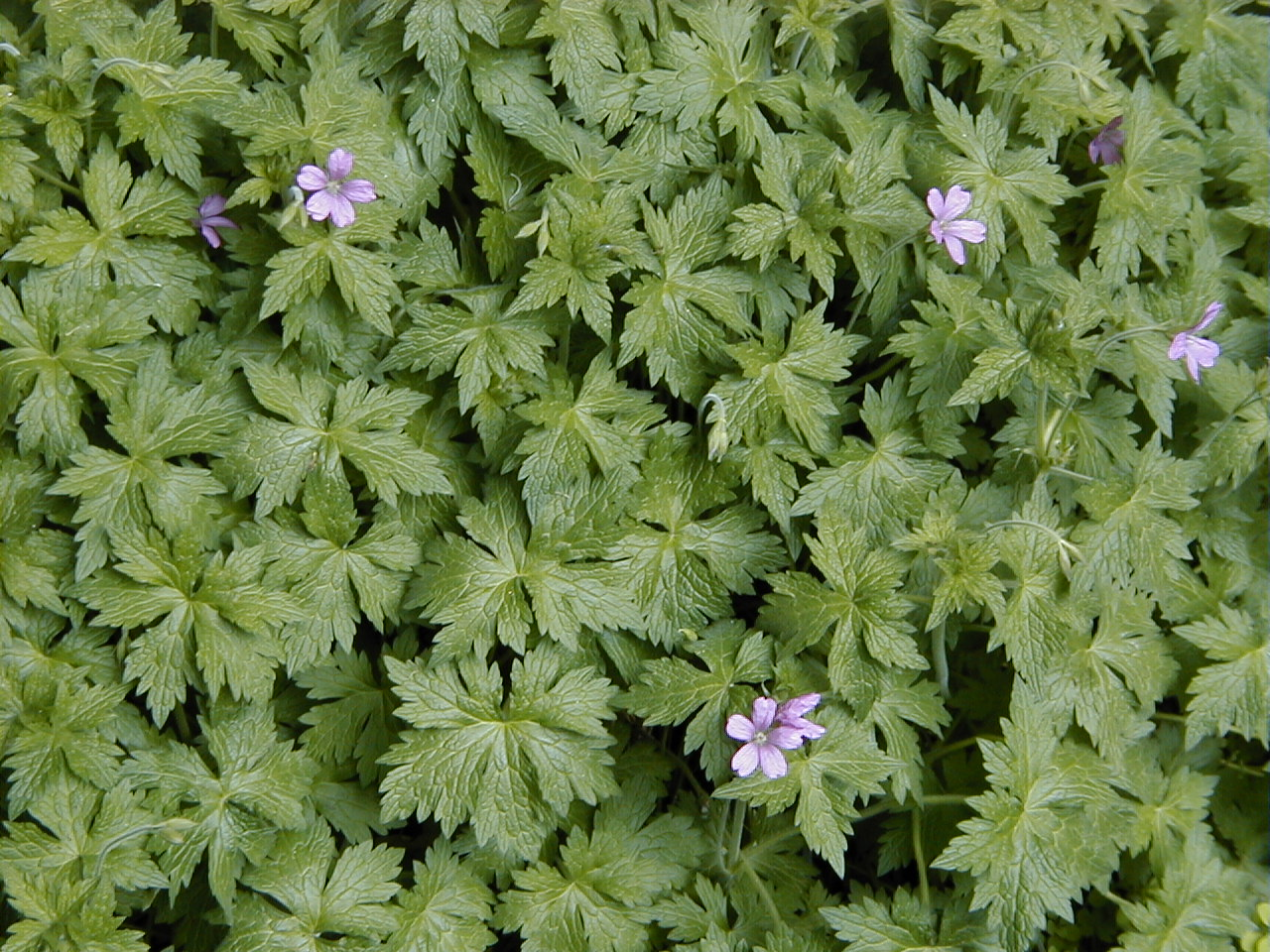
Geranium endressii

- Geranium ecuadoriense
- Geranium editum
- Geranium eginense
- Geranium elatum
- Geranium endressii
- Geranium erianthum
- Geranium escalonense
- Geranium exellii
- Geranium exallum

## F
| - Geranium fallax - Geranium fargesii - Geranium farreri - Geranium favosum - Geranium ferganense - Geranium fiebrigianum - Geranium filipes | - Geranium finitimum - Geranium flaccidum - Geranium flanaganii - Geranium franchetii - Geranium fremontii - Geranium frigidurbis - Geranium fuscicaule |

## G

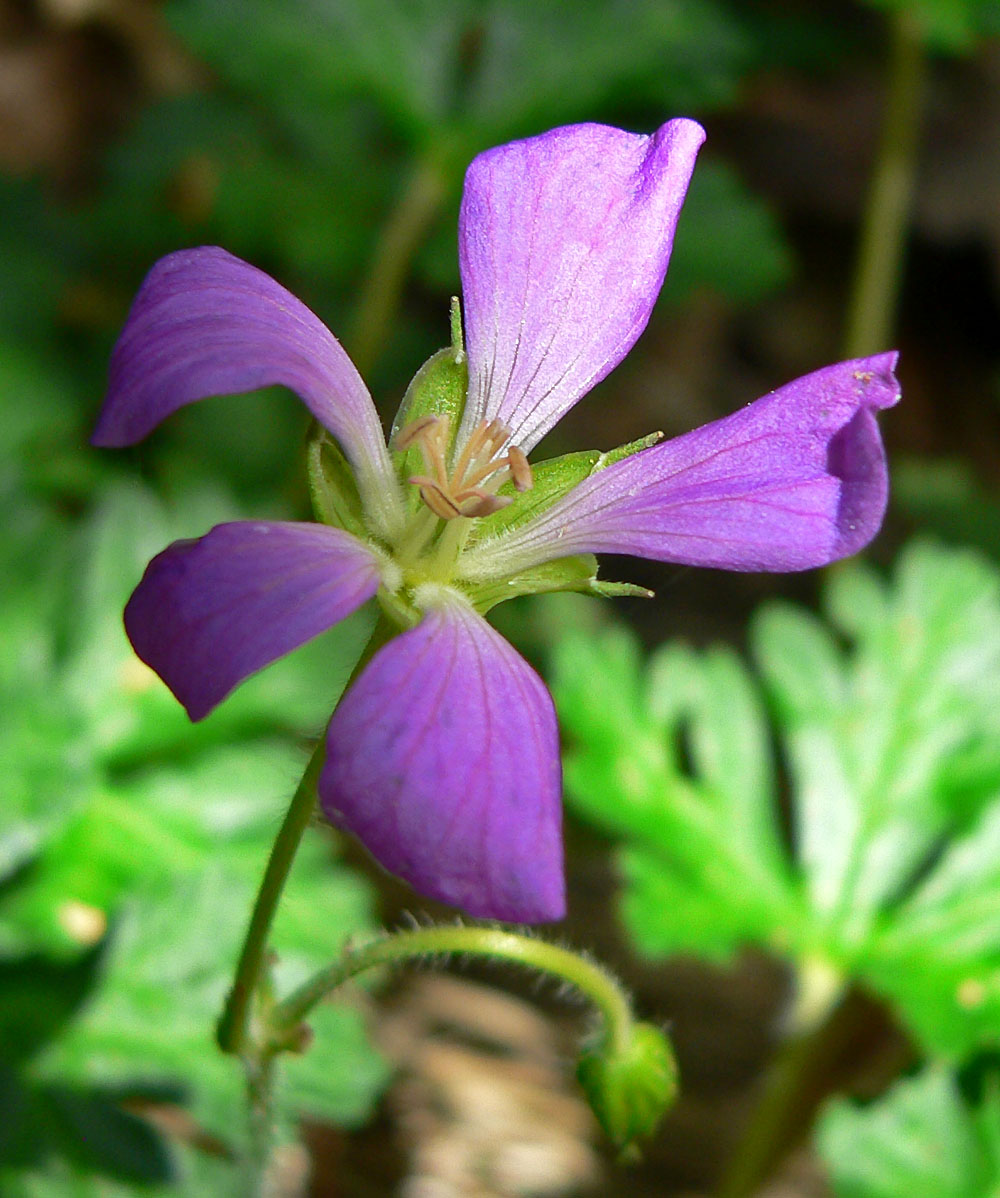
Geranium goldmanii

- Geranium geissei
- Geranium gentryi
- Geranium glaberrimum
- Geranium glanduligerum
- Geranium goldmanii
- Geranium gorbizense
- Geranium gracile
- Geranium grandistipulatum
- Geranium graniticola
- Geranium guamanense
- Geranium guatemalense
- Geranium gymnocaulon

## H

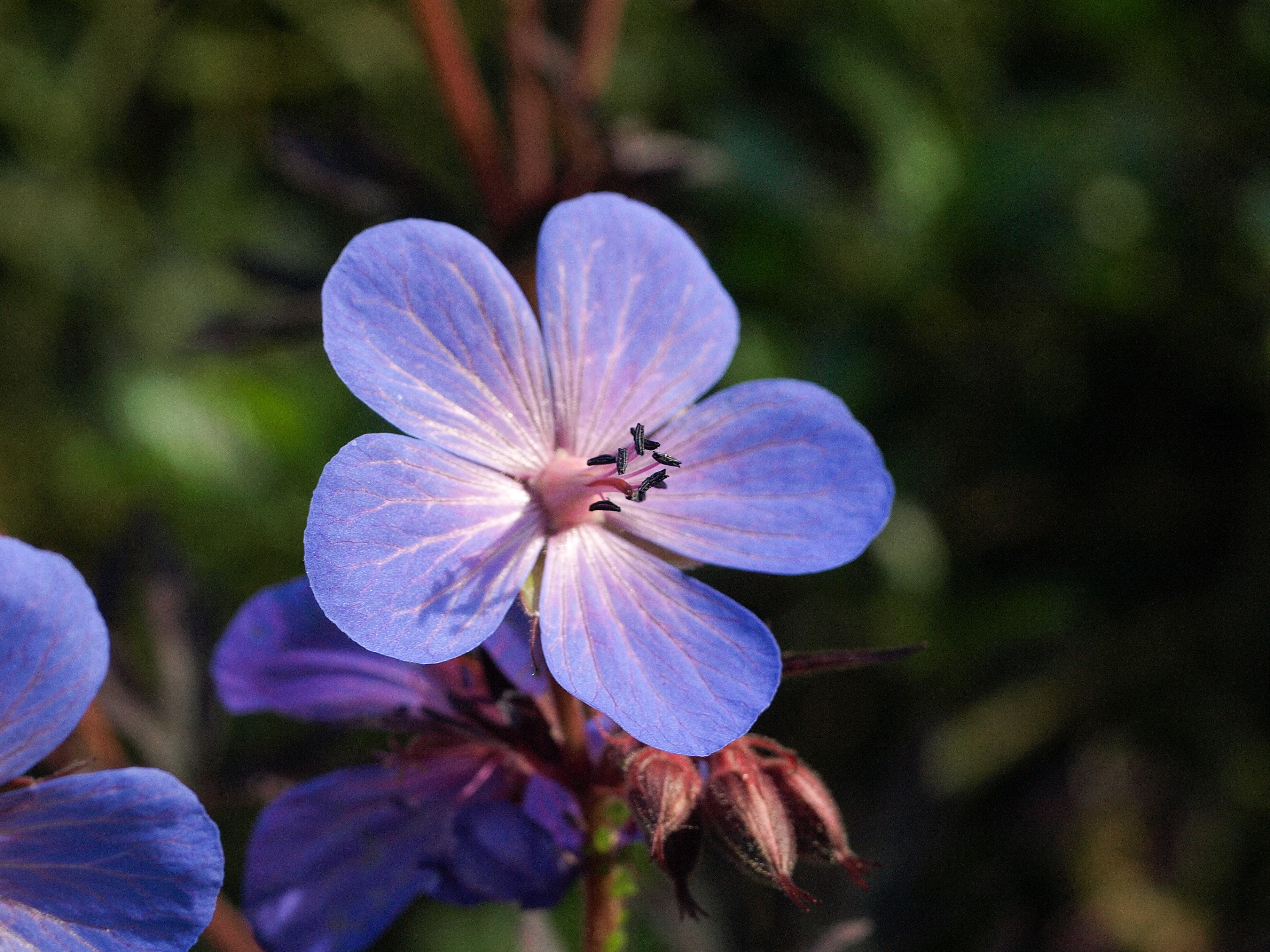
Geranium himalayense

| - Geranium hanaense - Geranium harmsii - Geranium harveyi - Geranium hattae - Geranium hayatanum - Geranium heinrichsae - Geranium henryi - Geranium hernandesii - Geranium herrerae - Geranium herzogii - Geranium hillebrandii - Geranium himalayense | - Geranium hintonii - Geranium hispidissimum - Geranium holm-nielsenii - Geranium holosericeum - Geranium homeanum - Geranium huantense - Geranium humboldtii - Geranium humile - Geranium hyperacrion - Geranium hystricinum |

## I
- Geranium ibericum
  - Geranium ibericum var. ibericum
  - Geranium ibericum var. jubatum
- Geranium igualatense
- Geranium imbaburae
- Geranium incanum

## J
- Geranium jaekelae
- Geranium jahnii
- Geranium jinchuanense

## K
| - Geranium kashmirianum - Geranium kauaiense - Geranium kerberi - Geranium kilimandscharicum - Geranium killipianum - Geranium killipii - Geranium kishtvariense | - Geranium knuthianum - Geranium knuthii - Geranium koreanum - Geranium kotschyi - Geranium krameri - Geranium kurdicum |

## L

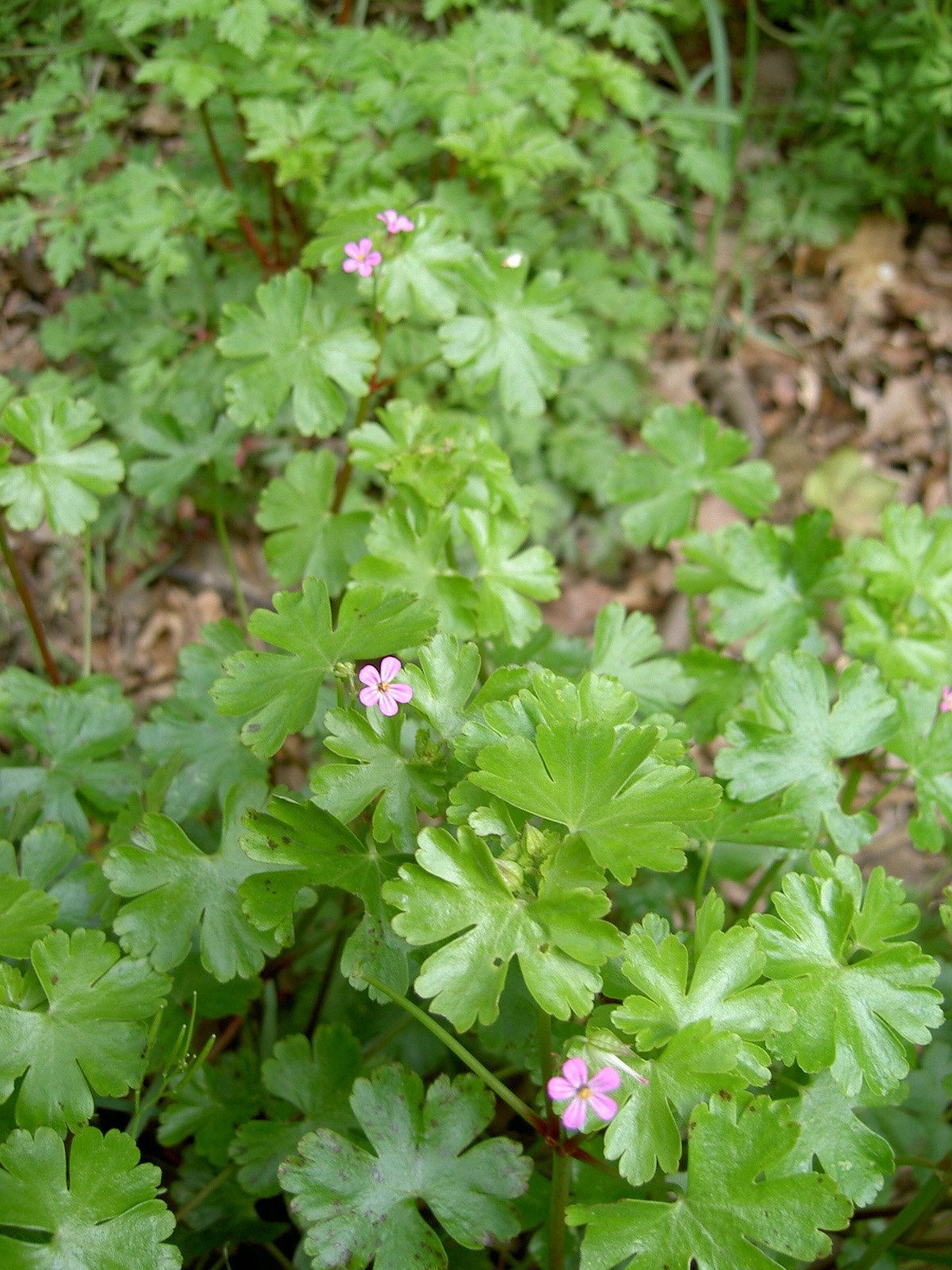
Geranium lucidum

| - Geranium lacustre - Geranium lambertii - Geranium lanuginosum - Geranium lasiocaulon - Geranium lasiopus - Geranium latilobum - Geranium latum - Geranium laxicaule - Geranium lazicum - Geranium lechleri - Geranium lentum - Geranium leptodactylon | - Geranium leucanthum - Geranium libani - Geranium libanoticum - Geranium lignosum - Geranium lilacinum - Geranium limae - Geranium × lindavicum (G. argenteum × G. cinereum) - Geranium linearilobum - Geranium loxense - Geranium lozanoi - Geranium lucidum |

## M

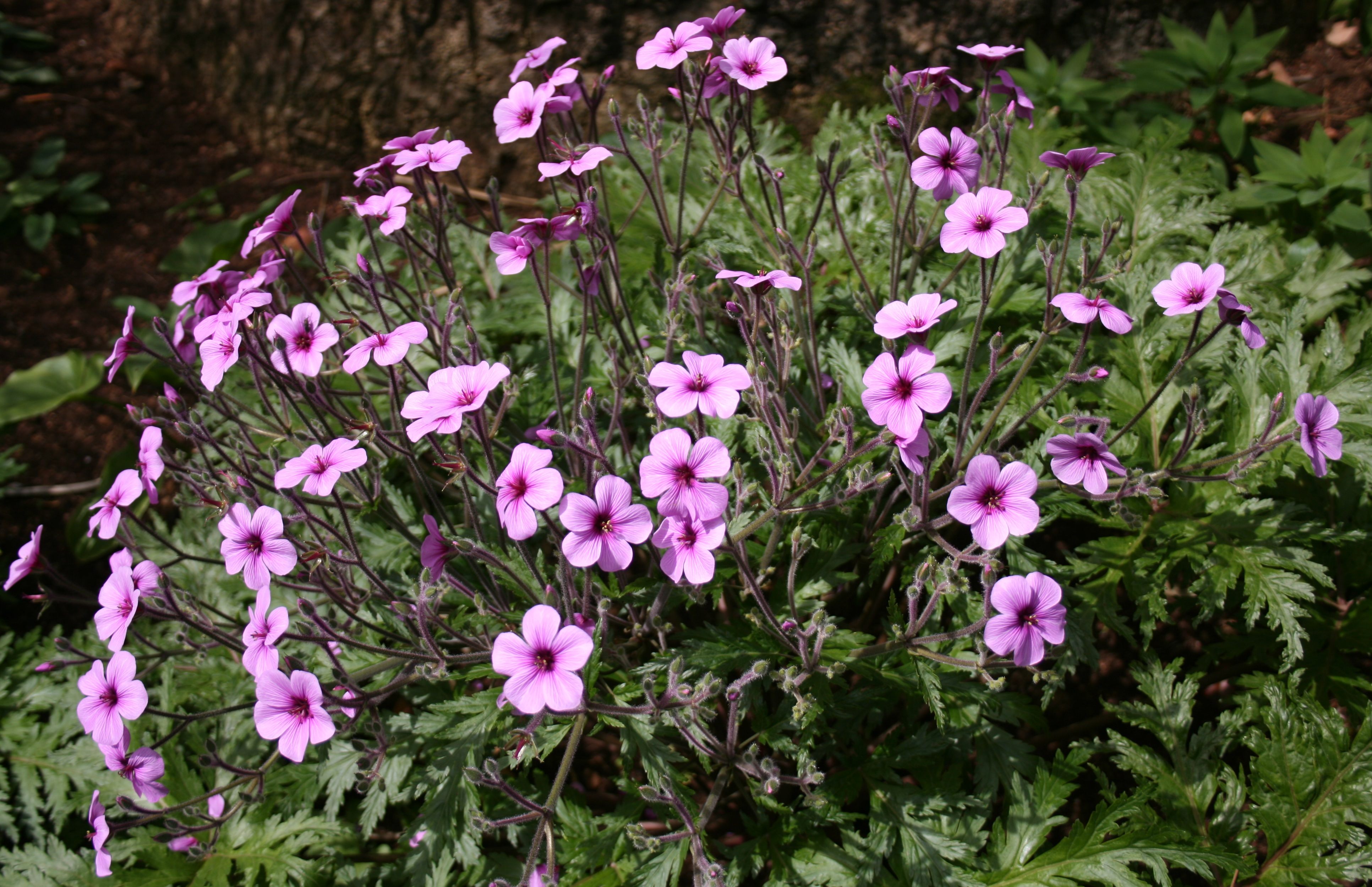
Geranium maderense

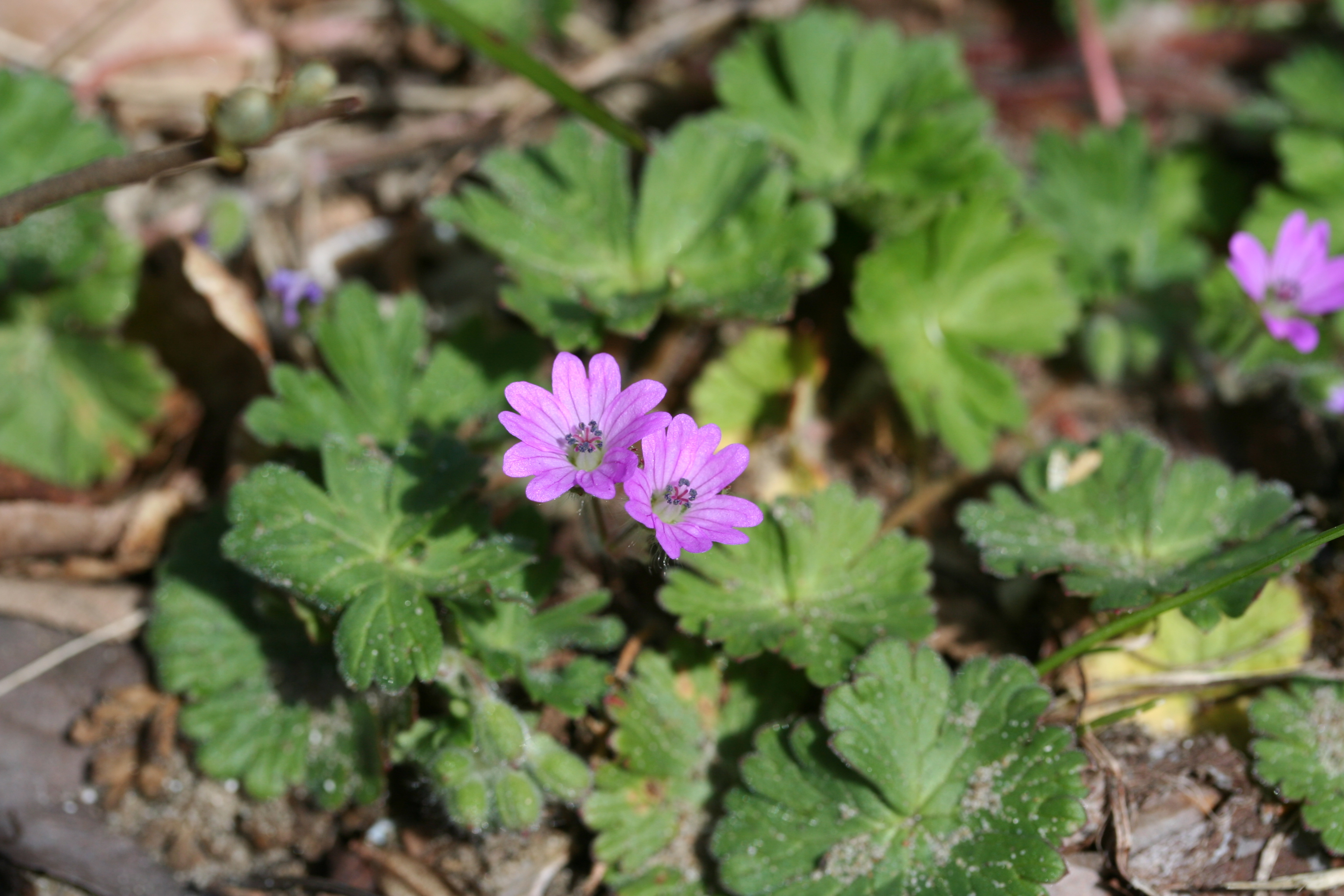
Geranium molle

| - Geranium macrorrhizum - Geranium macrostylum - Geranium maculatum - Geranium maderense - Geranium × magnificum (G. ibericum × G. platypetalum) - Geranium magellanicum - Geranium makmelicum - Geranium malpapense - Geranium malviflorum - Geranium maniculatum - Geranium mascatense - Geranium mathewsii - Geranium matucanense - Geranium maximowiczii - Geranium melanopotanicum | - Geranium meridense - Geranium mexicanum - Geranium mlanjensis - Geranium mogotocorense - Geranium molle - Geranium mollendiense - Geranium × monanense (G. phaeum × G. reflexum) - Geranium monanthum - Geranium montanum - Geranium monticola - Geranium moorei - Geranium moupinense - Geranium multiceps - Geranium multiflorum - Geranium multipartitum - Geranium multisectum |

## N
| - Geranium nakaoanum - Geranium nanum - Geranium napuligerum - Geranium natalense - Geranium neglectum - Geranium neohispidum - Geranium neopumilum - Geranium nepalense | - Geranium nervosum - Geranium niuginiense - Geranium nivale - Geranium niveum - Geranium nodosum - Geranium nuristanicum - Geranium nyassense |

## O
- Geranium oaxacanum
- Geranium obtusisepalum
- Geranium ochsenii
- Geranium oreganum
- Geranium orientali-tibeticum
- Geranium ornithopodioides
- Geranium ornithopodon

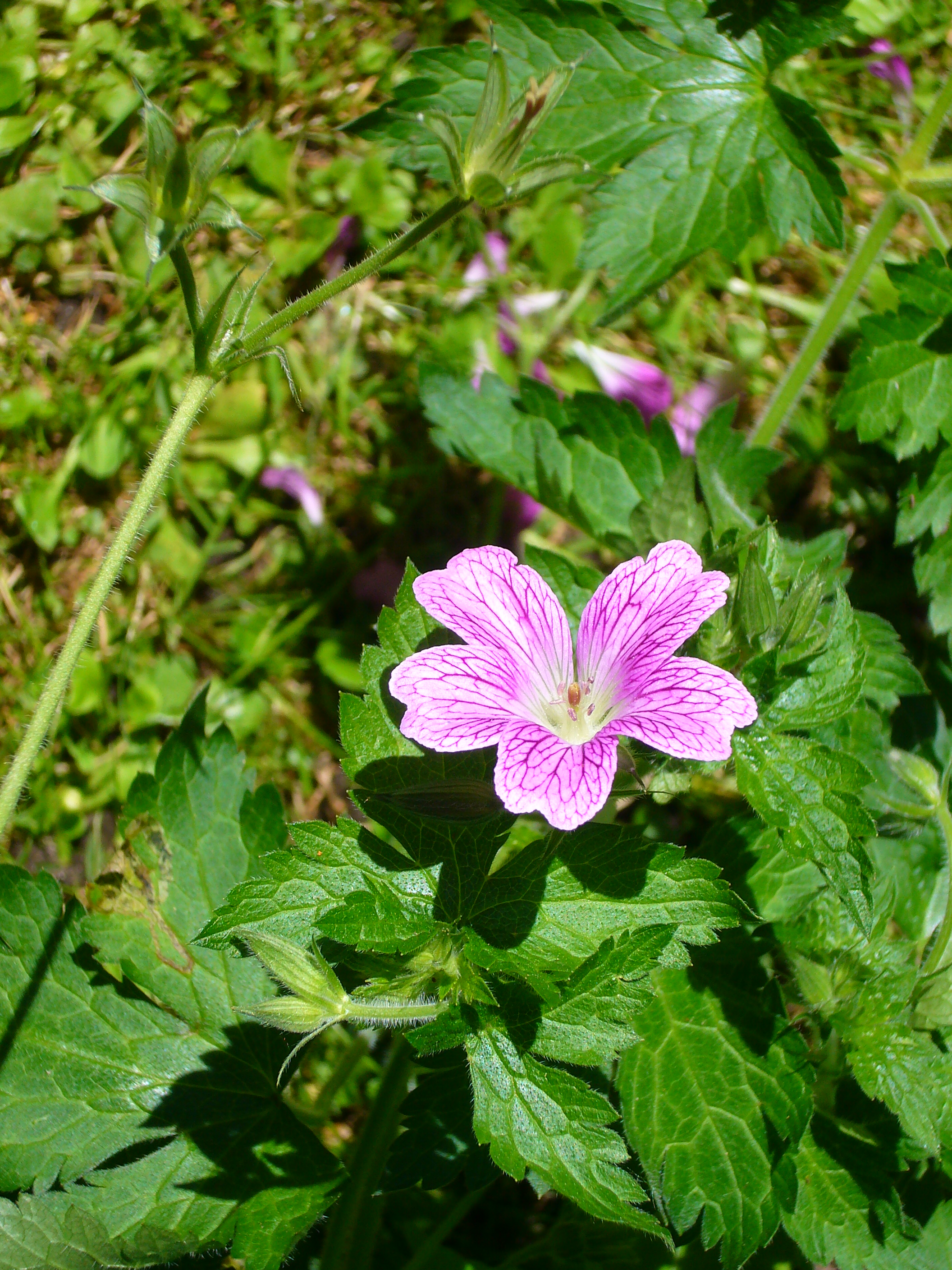
Geranium × oxonianum

- Geranium × oxonianum (G. endressi × G. versicolor)

## P

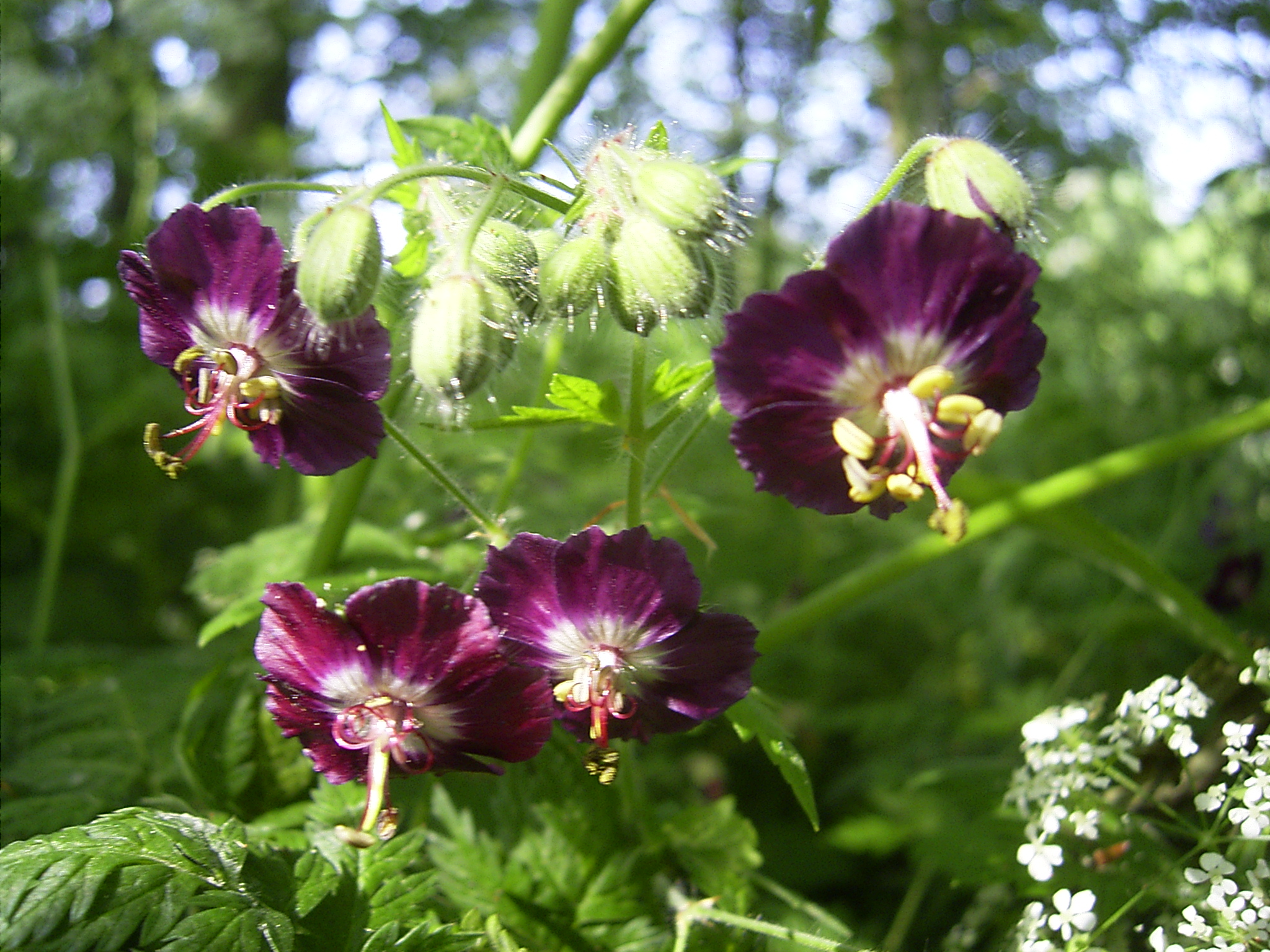
Geranium phaeum

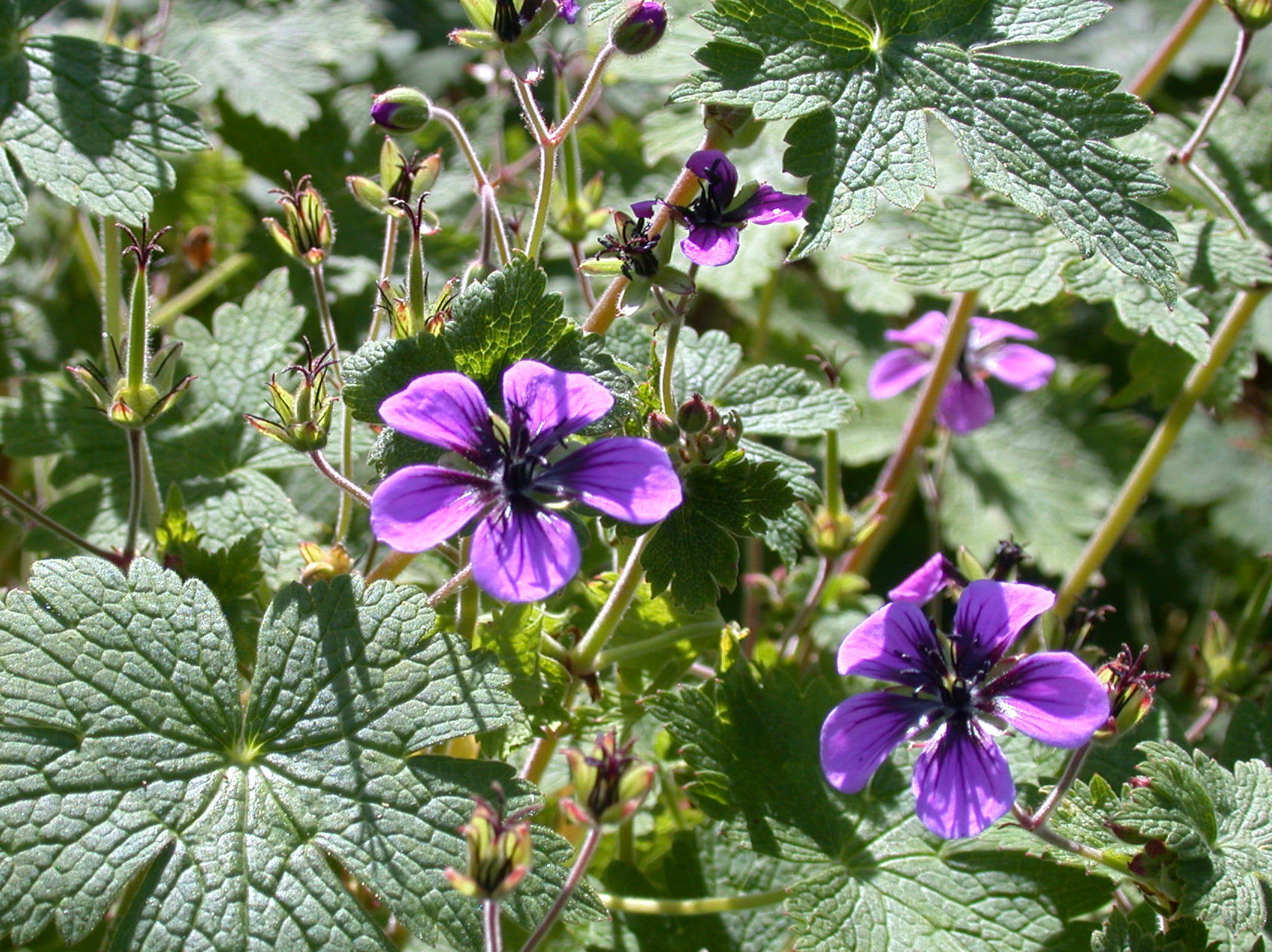
Geranium procurrens

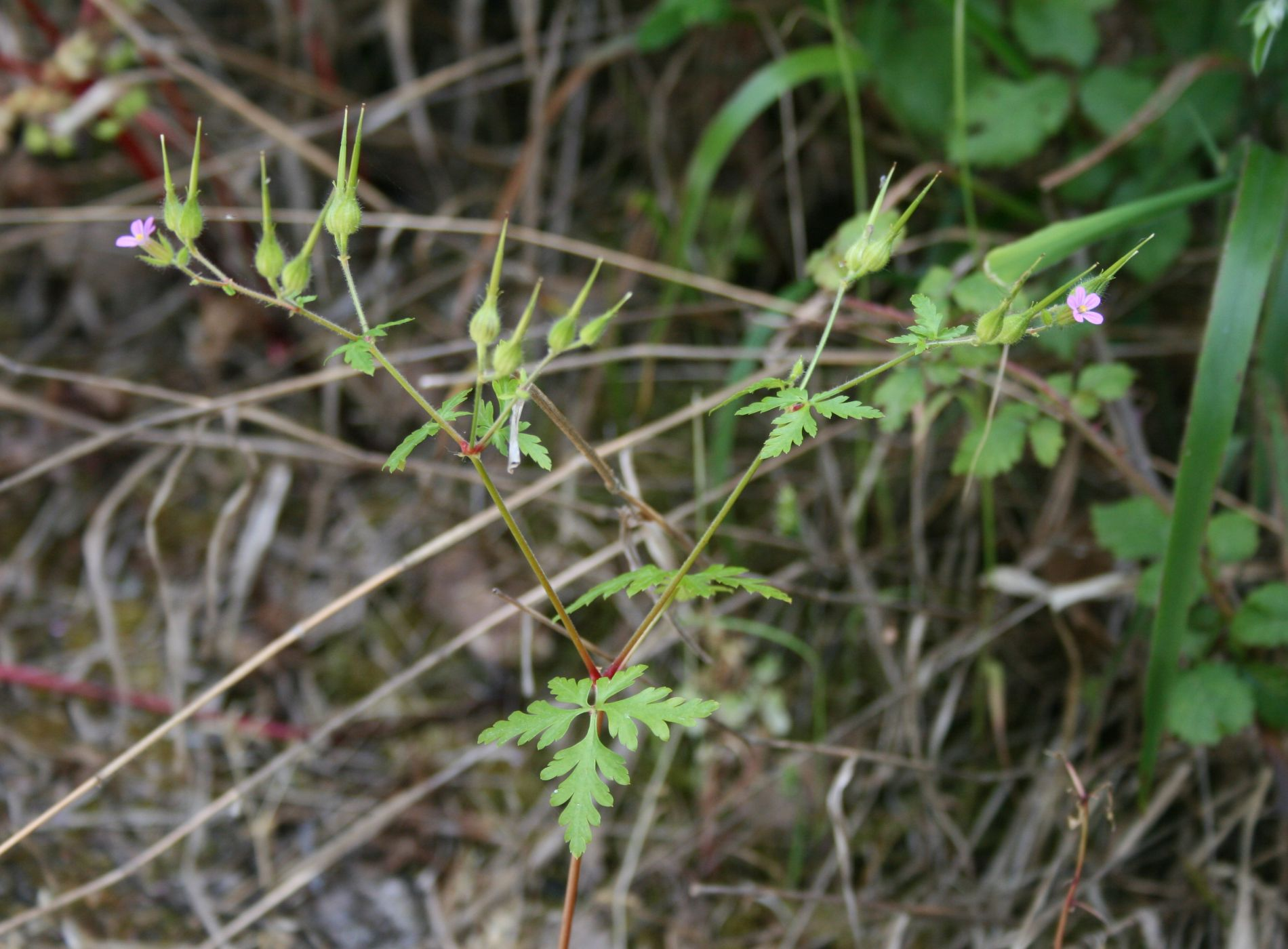
Geranium purpureum

| - Geranium paishanense - Geranium palcaense - Geranium pallidifolium - Geranium palmatipartitum - Geranium palmatum - Geranium paludosum - Geranium palustre - Geranium pamiricum - Geranium papuanum - Geranium paramicola - Geranium parodii - Geranium patagonicum - Geranium pavonianum - Geranium peloponnesiacum - Geranium persicum - Geranium peruvianum - Geranium petri-davisii - Geranium pflanzii - Geranium phaeum - Geranium phaeum var. lividum - Geranium phaeum var. phaeum - Geranium philippii - Geranium pichinchense - Geranium pilgerianum - Geranium pinetophilum - Geranium piurense | - Geranium platyanthum - Geranium platypetalum - Geranium platyrenifolium - Geranium pogonanthum - Geranium polyanthes - Geranium ponticum - Geranium potentillifolium - Geranium potentilloides - Geranium potentilloides var. abditum - Geranium potentilloides var. potentilloides - Geranium potosinum - Geranium pratense - Geranium pringlei - Geranium procurrens - Geranium pseudofarreri - Geranium pseudosibiricum - Geranium psilostemon - Geranium pulchrum - Geranium purpureum - Geranium pusillum - Geranium pylzowianum - Geranium pyrenaicum |

## R

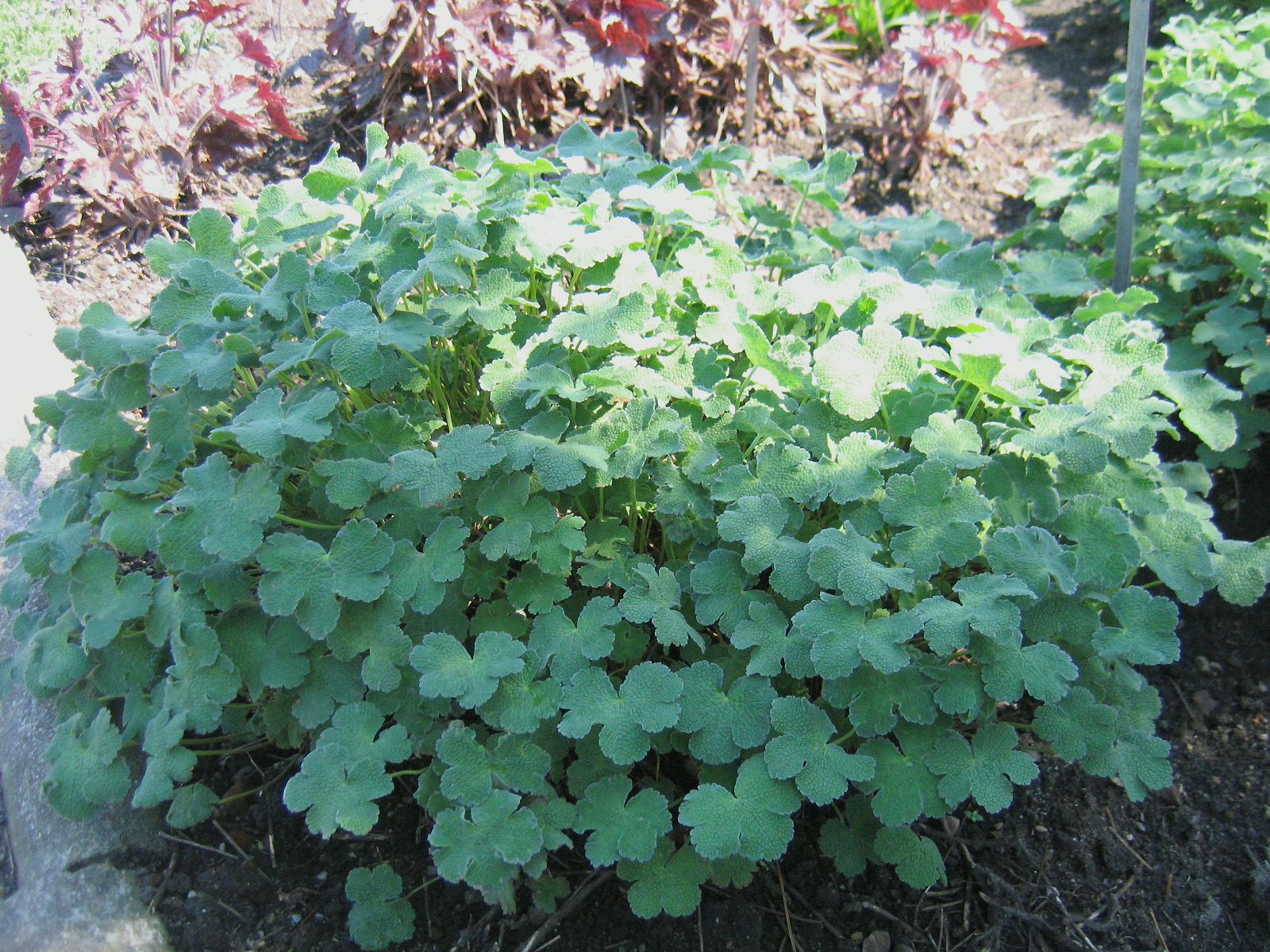
Geranium renardii

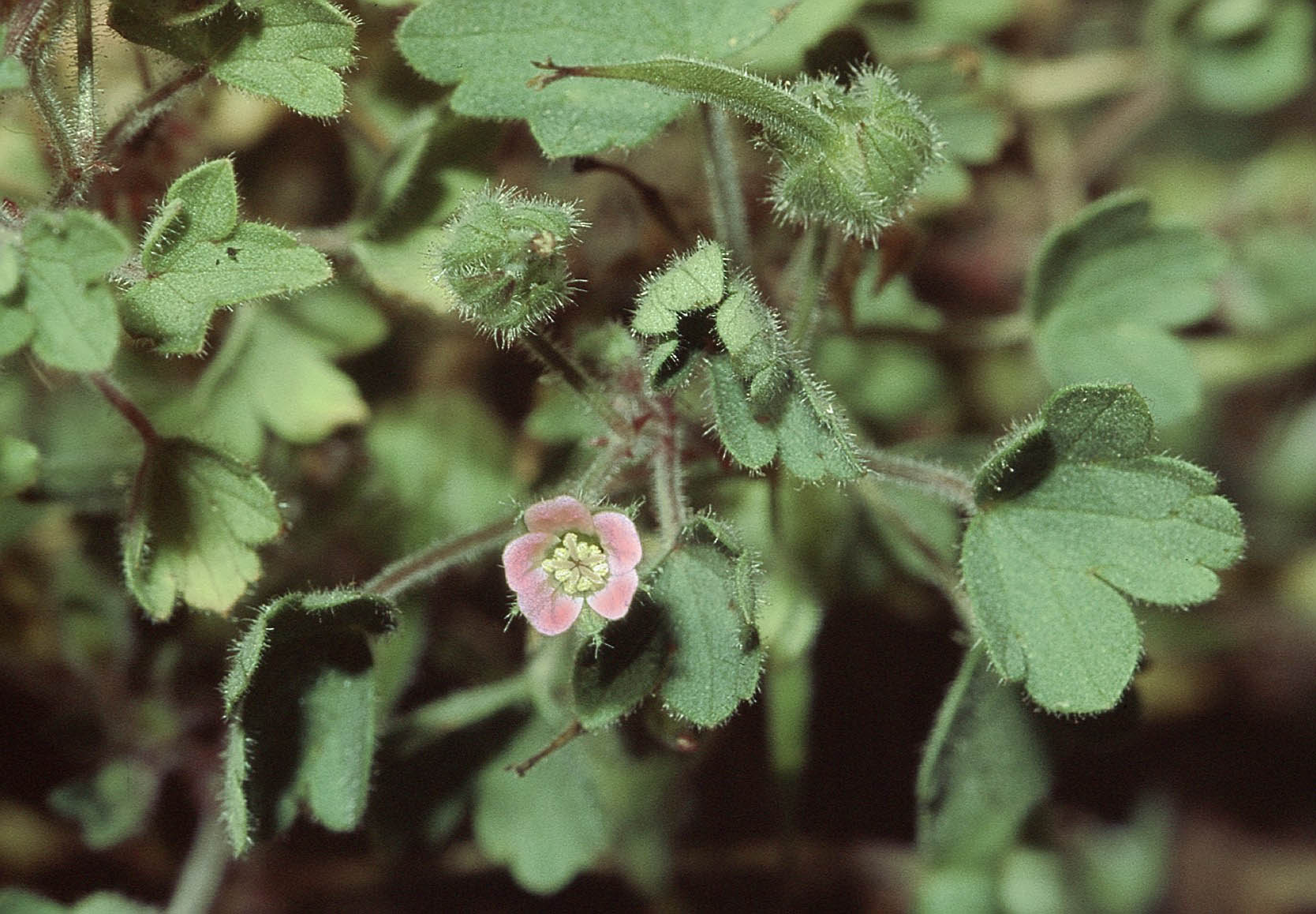
Geranium rotundifolium

| - Geranium raimondii - Geranium rapulum - Geranium rectum - Geranium reflexum - Geranium refractum - Geranium regelii - Geranium reinii - Geranium renardii - Geranium renifolium - Geranium repens - Geranium reptans - Geranium retectum - Geranium retrorsum - Geranium reuteri - Geranium rhomboidale | - Geranium richardsonii - Geranium rivulare - Geranium robertianum - Geranium robertianum ssp. maritimum - Geranium robertianum ssp. robertianum - Geranium robustipes - Geranium robustum - Geranium rosthornii - Geranium rotundifolium - Geranium rubescens - Geranium rubifolium - Geranium ruizii - Geranium rupicola - Geranium ruprechtii |

## S

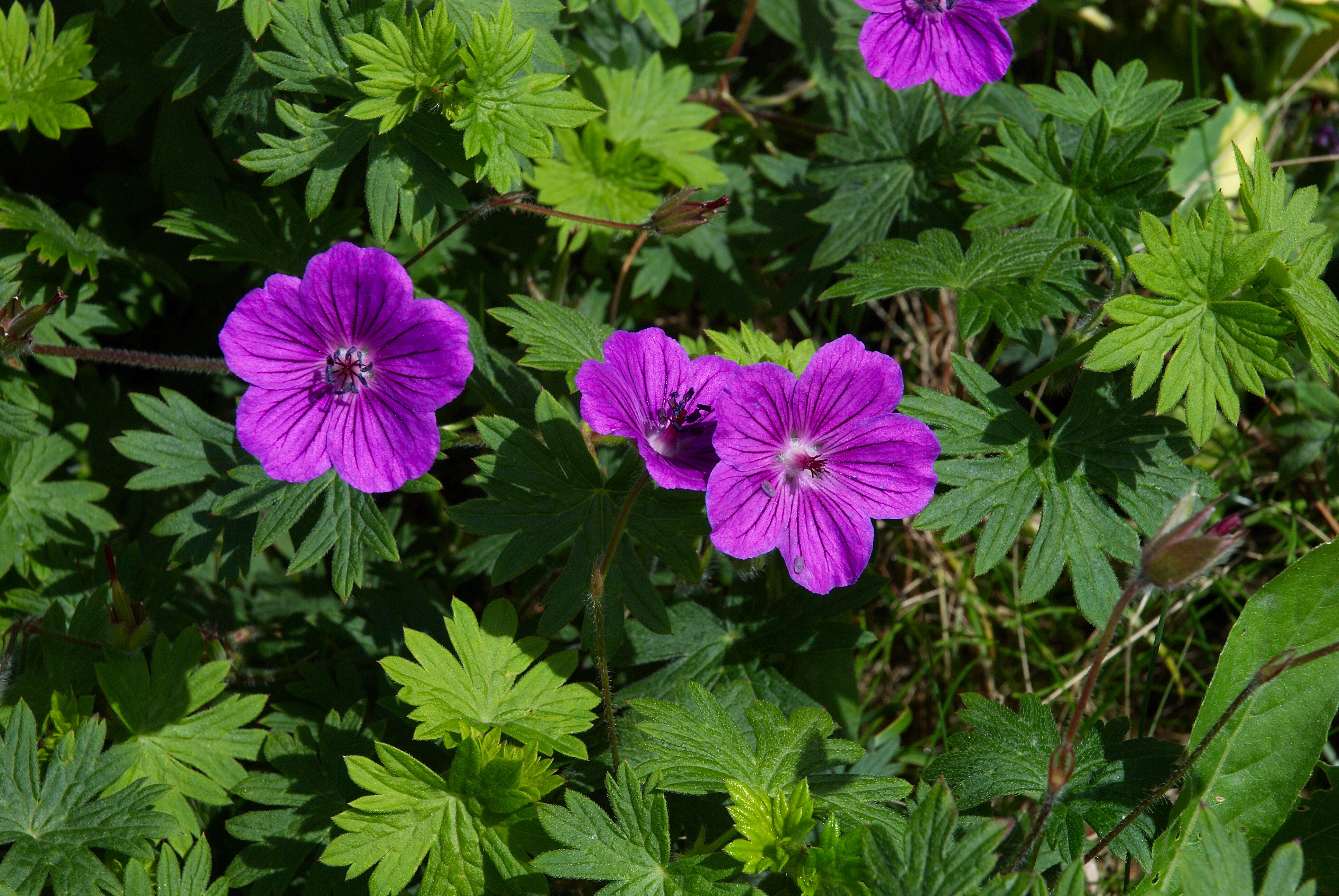
Geranium sanguineum

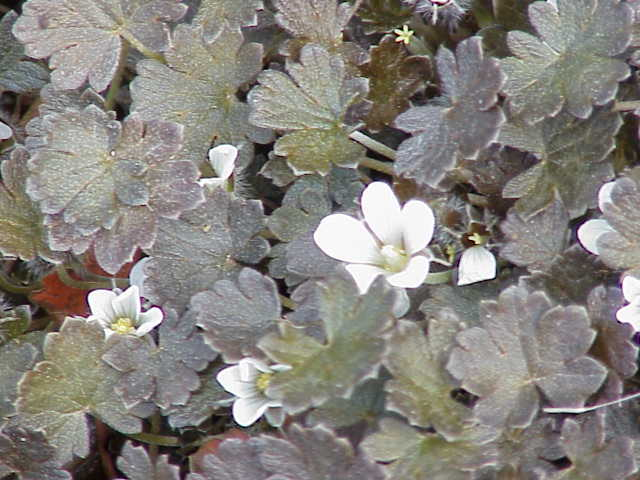
Geranium sessiliflorum cv. 'Nigrum'

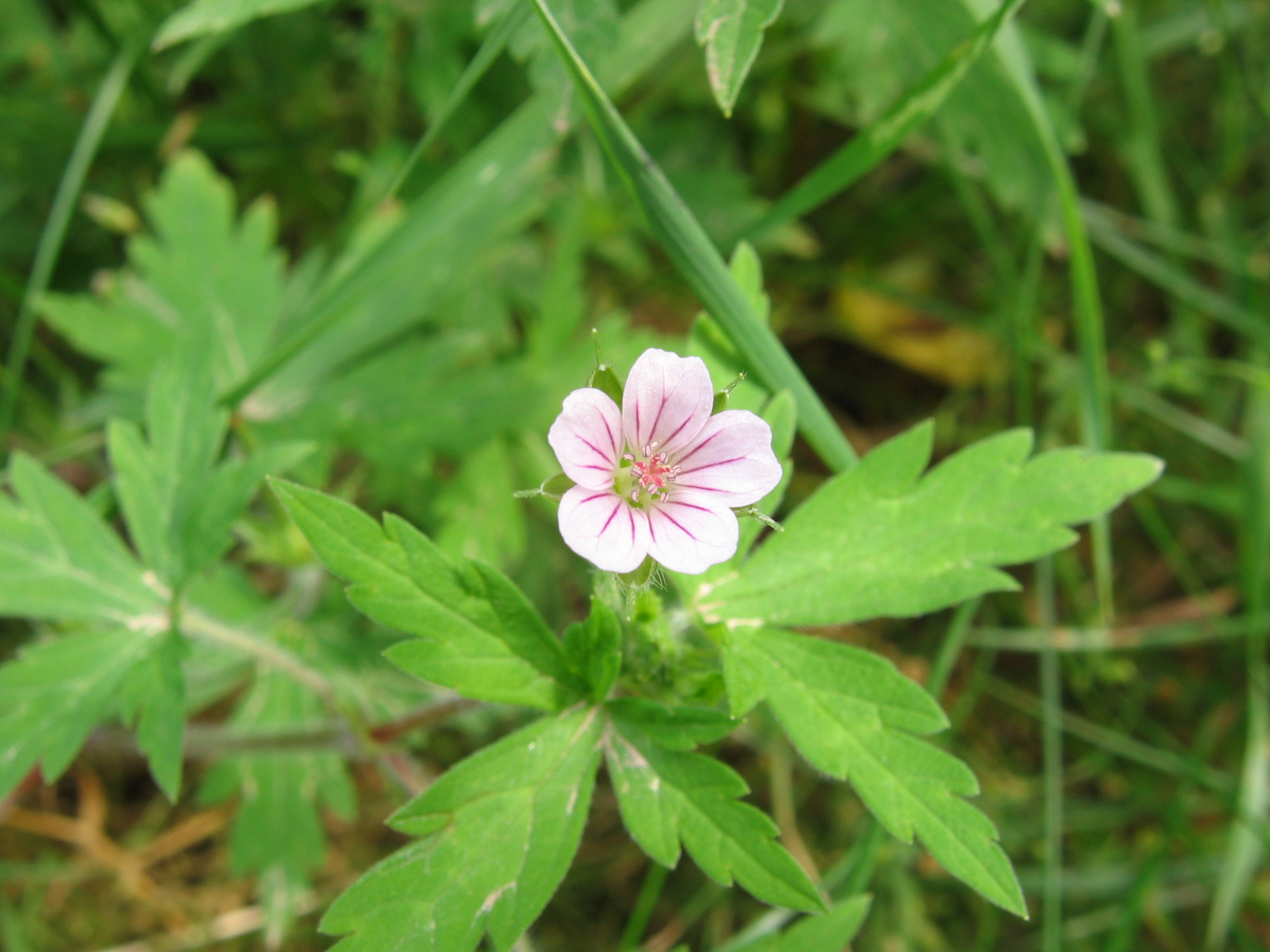
[Geranium sibiricum

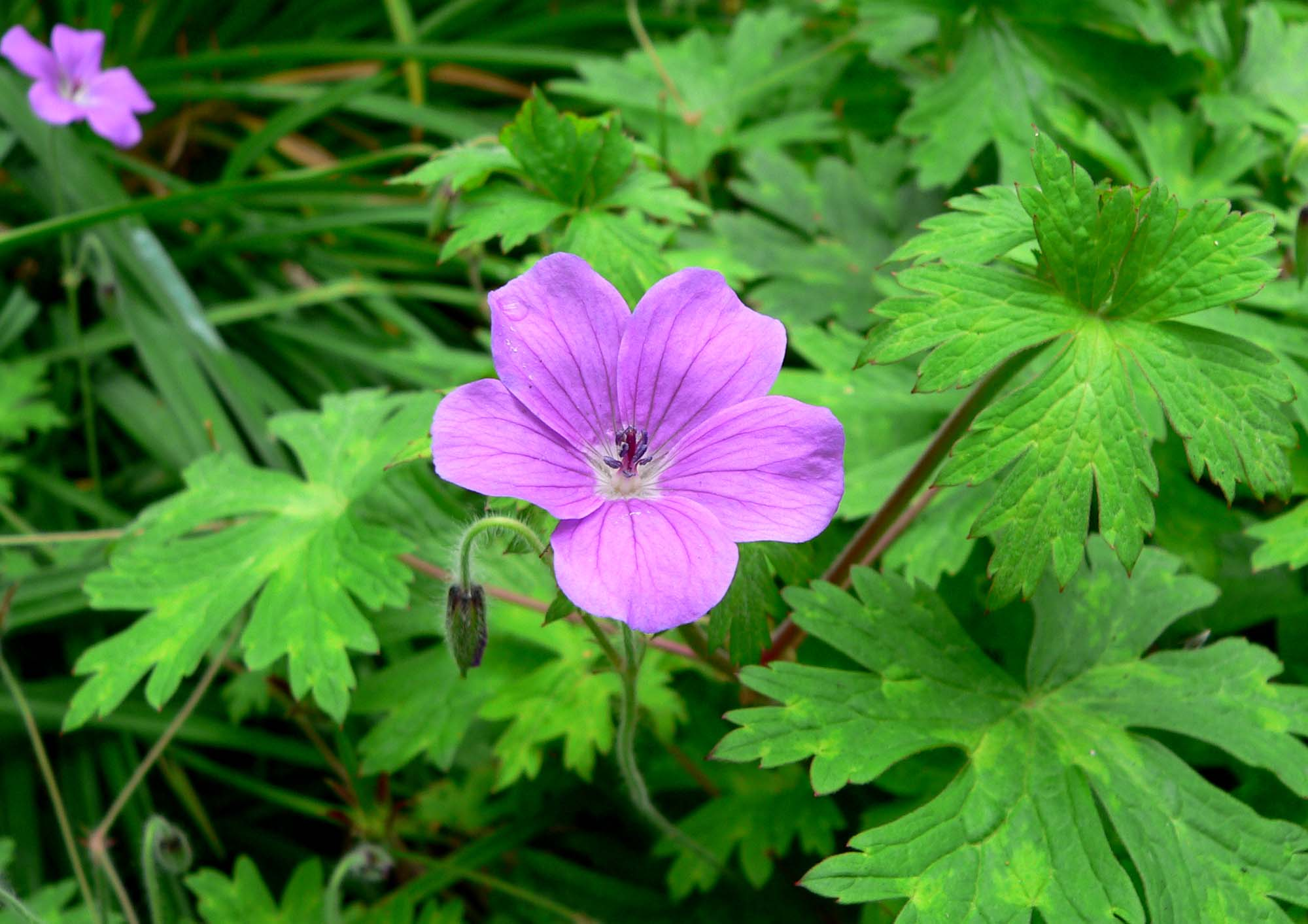
Geranium swatense

| - Geranium sanguineum - Geranium santacruzense - Geranium santanderiense - Geranium saxatile - Geranium schiedeanum - Geranium schimpffii - Geranium schlechteri - Geranium schultzei - Geranium scissum - Geranium scullyi - Geranium sebosum - Geranium seemannii - Geranium selloi - Geranium sepalo-roseum - Geranium sericeum - Geranium sessiliflorum - Geranium sessiliflorum ssp. brevicaule - Geranium sessiliflorum ssp. sessiliflorum - Geranium shensianum - Geranium shikokianum - Geranium siamense - Geranium sibbaldioides - Geranium sibiricum - Geranium sinense - Geranium skottsbergii - Geranium smithianum - Geranium soboliferum - Geranium sodiroanum - Geranium solanderi - Geranium solanderi var. grande - Geranium solanderi var. solanderi | - Geranium solitarium - Geranium sophiae - Geranium soratae - Geranium sparsiflorum - Geranium squamosum - Geranium staffordianum - Geranium stapfianum - Geranium stoloniferum - Geranium stramineum - Geranium strictipes - Geranium stuebelii - Geranium subacutum - Geranium subargenteum - Geranium subcaulescens - Geranium subcompositum - Geranium subglabrum - Geranium sublaevispermum - Geranium subnudicaule - Geranium subscandens - Geranium subsericeum - Geranium subulato-stipulatum - Geranium subumbelliforme - Geranium superbum - Geranium suzukii - Geranium swatense - Geranium sylvaticum - Geranium sylvaticum var. wanneri |

## T
| - Geranium tafiense - Geranium tanii - Geranium texanum - Geranium thessalum - Geranium thunbergii - Geranium tiguense - Geranium totorense - Geranium tracyi | - Geranium transbaicalicum - Geranium traversii - Geranium trianae - Geranium trilophum - Geranium tripartitum - Geranium trolliifolium - Geranium tuberaria - Geranium tuberosum |

## U
- Geranium umbelliforme
- Geranium unguiculatum
- Geranium uralense

## V
- Geranium vagans
- Geranium venezuelae
- Geranium venturianum
- Geranium versicolor
- Geranium viscosissimum
- Geranium vulcanicola

## W
- Geranium wakkerstroomianum
- Geranium wallichianum
- Geranium wardii
- Geranium weberbauerianum
- Geranium weddellii
- Geranium whartonianum
- Geranium wilfordii
- Geranium wilhelminae
- Geranium wislizeni
- Geranium wlassovianum

## Y
- Geranium yaanense
- Geranium yeoi
- Geranium yesoense
- Geranium yoshinoi
- Geranium yuexiense
- Geranium yunnanense